# Eragrostis triangularis
Eragrostis triangularis är en gräsart som beskrevs av Johannes Jan Theodoor Henrard. Eragrostis triangularis ingår i släktet kärleksgrässläktet, och familjen gräs.
Artens utbredningsområde är Paraguay. Inga underarter finns listade i Catalogue of Life.